# Adan-Adan
Adan-Adan is een bestuurslaag in het regentschap Kediri van de provincie Oost-Java, Indonesië. Adan-Adan telt 4682 inwoners (volkstelling 2010).